# Rasbosoma spilocerca
Rasbosoma
Genre
Espèce
Rasbosoma spilocerca, unique représentant du genre Rasbosoma, est une espèce de poissons d'eau douce asiatiques de la famille des Cyprinidae (ordre des Cypriniformes).

## Répartition
Rasbosoma spilocerca se rencontre dans le bassin du Mékong.

## Description
Rasbosoma spilocerca peut mesurer jusqu'à 26 mm, queue non comprise.

## Systématique
Le nom valide complet (avec auteur) de ce taxon est Rasbosoma spilocerca (Rainboth (d) & Kottelat, 1987).
Rasbosoma spilocerca a pour synonyme :
- Rasbora spilocerca Rainboth & Kottelat, 1987

Le genre Rasbosoma a été défini en 2010 par Liao (d), Kullander & Fang (d), 2010,.

### Étymologie
Le nom générique, Rasbosoma, est la combinaison de Rasbo, en référence au genre Rasbora, et du grec ancien σῶμα (sṓma), « corps », et fait référence à similitude générale de ce poisson avec ceux du genre Rasbora dont il a été séparé,.
Son épithète spécifique, spilocerca, est la combinaison en grec ancien de σπίλος (spílos), « marque ou tache », et de κέρκος (kérkos), « queue », et fait référence à la large tache présente sur sa nageoire caudale.

## Publications originales
- Genre Rasbosoma :
  - (en) Te Yu Liao, Sven O. Kullander et Fang Fang, « Phylogenetic analysis of the genus Rasbora (Teleostei: Cyprinidae) », Zoologica Scripta, Wiley-Blackwell, vol. 39, no 2,‎ mars 2010, p. 155-176 (ISSN 0300-3256 et 1463-6409, DOI 10.1111/J.1463-6409.2009.00409.X).
- Espèce Rasbosoma spilocerca, sous le taxon Rasbora spilocerca :
  - (en) Walter J. Rainboth et Maurice Kottelat, « Rasbora spilocerca, a New Cyprinid from the Mekong River », Copeia, Société américaine des ichtyologistes et des herpétologistes, vol. 1987, no 2,‎ 13 mai 1987, p. 417 (ISSN 0045-8511 et 1938-5110, OCLC 1565060, DOI 10.2307/1445779, JSTOR 1445779).